# Lycaena chitralensis
Lycaena chitralensis är en fjärilsart som beskrevs av Robert Christopher Tytler 1926. Lycaena chitralensis ingår i släktet Lycaena och familjen juvelvingar. Inga underarter finns listade i Catalogue of Life.